# Municipio V
Municipio Roma V ist die fünfte administrative Unterteilung der italienischen Hauptstadt Rom.

## Geschichte
Die Assemblea Capitolina (Stadtrat von Rom) errichtete mit seiner Resolution Nr. 11 am 11. März 2013 ds Municipio, welches die ehemaligen Municipi Roma VI und Roma VII und zuvor Circoscrizioni VI und VII ersetzte.

## Geographie

### Geschichtliche Unterteilung
Auf dem Territorium des Municipio sind die folgenden topografischen Bereiche der Hauptstadt Rom:

#### Quartiere
- Q. VII Prenestino-Labicano (teilweise)
- Q. VIII Tuscolano (teilweise)
- Q. XXII Collatino
- Q. XIX Prenestino-Centocelle
- Q. XXIII Alessandrino
- Q. XXIV Don Bosco

#### Zone
- Z. VII Tor Cervara
- Z. VIII Tor Sapienza
- Z. XII Torre Spaccata

### Administrative Gliederung
Das Municipio Roma V umfasst die vier Zone Urbanistiche des vormalige Municipio Roma VI und acht des vormaligen Municipio Roma VII.
| 6A               | Torpignattara                 | 48.462  |
| 6B               | Casilino                      | 10.869  |
| 6C               | Quadraro                      | 21.288  |
| 6D               | Gordiani                      | 42.239  |
| 7A               | Centocelle                    | 56.588  |
| 7B               | Alessandrina                  | 28.246  |
| 7C               | Tor Sapienza                  | 12.645  |
| 7D               | La Rustica                    | 10.483  |
| 7E               | Tor Tre Teste                 | 11.258  |
| 7F               | Casetta Mistica               | 915     |
| 7G               | Centro Direzionale Centocelle | 1.425   |
| 7H               | Omo                           | 2.002   |
| Nicht zuordenbar | Nicht zuordenbar              | 882     |
| Insgesamt        | Insgesamt                     | 247.302 |

## Präsident
| Wahlperiode        | Wahlperiode   | Präsident          | Partei              | Anmerkungen |
| ------------------ | ------------- | ------------------ | ------------------- | ----------- |
| 10. Juni 2013      | 19. Juni 2016 | Giammarco Palmieri | Partito Democratico |             |
| seit 19. Juni 2016 |               | Giovanni Boccuzzi  | MoVimento 5 Stelle  |             |